# Душистый горошек
Чина душистая (лат. Láthyrus odorátus), или души́стый горо́шек, — цветковое травянистое растение рода Чина (Lathyrus) семейства Бобовые (Fabaceae).

## Происхождение
Происходит из Восточного Средиземноморья (Сицилия и на восток до острова Крит).

## Морфология
Это вьющийся однолетник, растущий в высоту до 1-2 м, когда имеется подходящая опора. Корневая система стержневого типа, глубокая, слабо ветвящаяся.
Листья парноперистые из двух-трёх пар листочков, оканчиваются усиком, который цепляется за другие растения, служащими ему опорой.
Соцветие — немногоцветковая кисть, выходящая из пазухи листьев. Цветки неправильные, пятерного типа. Лепестки сиреневые, 2-3 см шириной у диких растений, больше и очень изменчивые по цвету у многих культивируемых. Цветок имеет сильный приятный запах.
Чашечка состоит из пяти сросшихся чашелистиков; тычинок 10, из них 9 сросшихся между собой; пестик один, завязь верхняя многосемянная.
Плод — боб, раскрывающийся двумя створками. Семя шаровидное, крупное (4—5 мм), иногда сдавленное с одной-двух сторон; поверхность слабо шероховатая, без рисунка. Цвет семян от светло-жёлтого или светло-зеленоватого до чёрно-коричневого.

## Биологические особенности

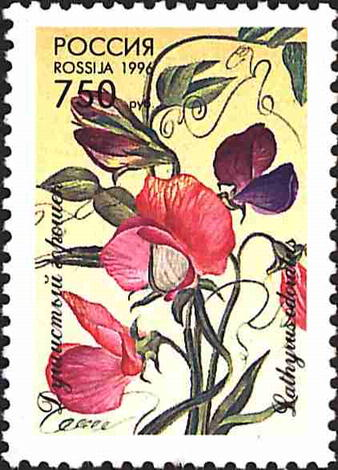
Почтовая марка

Душистый горошек — светолюбивое и теплолюбивое растение, лучше развивается в средней и северной полосе России. В районах с засушливым и жарким климатом цветки душистого горошка мельчают, а бутоны, цветки и завязи часто опадают. Опадение цветков и бутонов наблюдается также при избыточной влажности.
Душистый горошек хорошо растёт на светлых, солнечных, открытых местах и на богатых перегноем нейтральных почвах.
Душистый горошек относится к самоопыляющимся растениям. Однако имеются данные, что в жарком сухом климате он ведёт себя частично, как перекрестник. Поэтому пространственная изоляция при выращивании на семена в зависимости от климата даётся различная, в средней полосе России 3—5 м, на юге не менее 50 м.
Семена обычно прорастают через 14—15 дней, но может быть часть подолгу не прорастающих, совершенно здоровых на вид семян, т. н. «стеклянных»; чтобы ускорить их прорастание, достаточно проколоть оболочку семени иглой. Оптимальная температура для прорастания 20 °C. Всхожесть сохраняется 4 года, в одном грамме 6—10 семян.

## Использование человеком
Душистый горошек выращивается с XVII века и доступно обширное количество культивируемых растений. Он часто выращивается в садах как декоративное растение из-за ярких цветов и душистого аромата, который и дал ему название.

## История
Генри Экфорд (умер в 1906 г.), работник питомника на шотландских склонах, получил душистый горошек скрещиванием, выведя его из довольно невзрачного, но имеющего сладкий аромат, цветка, превратив в цветочную сенсацию Викторианской эпохи.
Его первоначальный успех и коммерческое чутьё помогли ему стать главным садовником графа Рэндора и выводить новые сорта пеларгоний и георгинов. В 1870 г. он пошёл работь к доктору Сэнкей в Сендивелл вблизи Глостера. Как член Королевского Садоводческого Общества он получил Сертификат 1-го класса (высшая награда) в 1882 г. за выведение сорта душистого горошка «Бронзовый принц», названия ассоциирующегося с цветком.
В 1888 г. он получил свои поля для селекции и испытания душистого горошка в торговом городе Вэм в Шропшире. В 1901 г. он получил в общей сложности за всё время 115 новых сортов растений из 264 существующих сортов. Королевское Садоводческое Общество наградило Экфорда за его работы Медалью Чести Виктории. Он умер в 1906 г., но его работы продолжались какое-то время, по крайней мере, его сыном Джоном Экфордом.
В более поздний период связь между душистым горошком, Экфордами и Вэмом предстала в новом свете. В конце 80-х годов XX века Общество душистого горошка Вэма начала ежегодный показ душистого горошка, и город снова поднял цветок на его высоту. На многих улицах города присутствует мотив душистого горошка, парк в городе назван именем Экфорда.

## Ядовитые свойства
Родственный вид, Lathyrus sativus, выращен для потребления человеком, но если он включается в большом количестве в пищу, вызывает симптомы отравления, называемого латиризмом. Однако, хотя семена душистого горошка редко съедаются людьми хоть в каком-то количестве, есть немного информации об отравлении им человеком. Приём в пищу душистого горошка, как считают, приводит к симптомам, которые называются «одоратизмом», или «латиризмом душистого горошка».
В более поздних исследованиях на крысах при включении в их рацион 50 % семян душистого горошка показали увеличение надпочечников испытуемых по сравнению с контрольными крысами, питающимися съедобным горохом. Главный эффект состоял в формировании коллагена. Симптомы были похожи на симптомы цинги и недостатка меди, которые одинаково вызывают задержку формирования нужного количества волокон коллагена. Семена душистого горошка содержат b-аминопропионитрил, который препятствует поперечному связыванию коллагена, сдерживая формирование лизилоксидазы, приводя к дряблой коже. В недавних экспериментах попытались получить этот препарат в качестве лекарства против потери упругости кожи после пересадки кожи.

## Использование в генетике
Грегор Иоганн Мендель сейчас считается «отцом современной генетики» из-за его работы по селекции бобовых растений (горох Pisum sativum) с различными свойствами, и душистый горошек использовался таким же образом. Душистый горошек таким образом является модельным организмом, используемым на ранних этапах развития генетики, особенно пионером генетики Рэджинальдом Пунеттом. Это очень подходящее растение в качестве объекта генетики из-за способности самоопыляться и легко наблюдаемых менделевских черт, таких как цвет, высота и форма лепестков. Многие генетические принципы были обнаружены или подтверждены с помощью душистого горошка. Это использовал Пунетт в ранних исследованиях сцепленного наследования. Дополнительный фактор наследования был также подтверждён душистым горошком при скрещивании двух белых чистых сортов, давших начало синему гибриду, синему цвету, требующего двух генов, полученных независимо от двух белых предков. Как и синяя роза, жёлтый душистый горошек остаётся недостижимым и маловероятен без использования достижений генной инженерии.